# Flirt (film)
Flirt är en tysk-japansk-amerikansk dramafilm från 1995, i regi av Hal Hartley. Han har även skrivit filmens manus.

## Rollista (urval)
- Martin Donovan - Walter
- Michael Imperioli - Michael
- Parker Posey - Emily
- Bill Sage - Bill
- Dwight Ewell - Dwight
- Miho Nikaido - Miho
- Susie Bick - modell